# Nieprzezroczystość odniesienia
Nieprzezroczystość odniesienia (ang. opacity of reference) – pojęcie spopularyzowane przez W.V.O. Quine’a. Omówienie tego pojęcia znajduje się w rozprawie Słowo i przedmiot (Word and Object, 1960). Zostało ono zdefiniowane przy użyciu pojęcia pozycji czysto odniesieniowej, użytecznego w analizie filozoficznego problemu znaczenia. 
Wraz z koncepcją przekładu radykalnego, nieprzezroczystość odniesienia wiąże się u Quine’a z odrzuceniem w jego filozofii języka wszelkich kontekstów intensjonalnych, czyli takich, w których podstawienie terminu o tym samym odniesieniu, ale o innym sensie, nie gwarantuje zachowania prawdziwości całego zdania.

## Pozycja czysto odniesieniowa
W paragrafie 30. rozprawy Słowo i przedmiot Quine wprowadza pojęcie pozycji czysto odniesieniowej (purely referential position). Pozycja terminu w zdaniu jest czysto odniesieniowa wtedy i tylko wtedy, gdy można podstawić dowolny inny termin mający to samo odniesienie bez ryzyka zmiany wartości logicznej zdania (s. 166 wydania polskiego). Przeciwnie, dany termin występuje w pozycji, która nie jest czysto odniesieniowa, wtedy i tylko wtedy, gdy podstawienie terminu o tym samym odniesieniu może prowadzić do zmiany wartości logicznej zdania. Kryterium to zwane jest podstawianiem identyczności. Dla uproszczenia w nazwie „pozycja czysto odniesieniowa” można opuszczać przysłówek i mówić „pozycja odniesieniowa”, o ile tylko nie prowadzi to do nieporozumień, o czym poniżej. Ponadto warto dodać, że zarówno pojęcie, jak i kryterium, zostały wprowadzone przez Gottloba Fregego w rozprawie Sens i nominat (Über Sinn und Bedeutung, 1892). 
Intuicja stojąca za pojęciem pozycji czysto odniesieniowej jest elementarna: termin stoi w pozycji odniesieniowej wówczas, gdy dla wartości logicznej zdania istotne jest tylko odniesienie przedmiotowe (znaczenie, denotacja), a nie określenie tego odniesienia (sens, konotacja). 
Quine wyjaśnia to na przykładzie nazwy jednostkowej “Tuliusz”, która jest przydomkiem Cycerona. Nazwa “Tuliusz” występuje w pozycji czysto odniesieniowej w zdaniu: 
(1) Tuliusz był Rzymianinem.
Zdanie to nie przestanie być prawdziwe, jeśli zamiast nazwy „Tuliusz” wstawimy dowolną inną nazwę, której odniesieniem będzie Cyceron. 
W ogólności terminy występują w pozycji czysto odniesieniowej w zdaniach orzekających. Wynika to z faktu, powiada Quine, że zdanie orzekające jest prawdziwe wtedy i tylko wtedy, gdy o przedmiocie, oznaczanym przez termin jednostkowy, prawdziwie można orzec termin ogólny, występujący w pozycji gramatycznej orzecznika. Nie jest zatem istotne, przy pomocy jakiej dokładnie nazwy ów przedmiot zostanie wskazany; ważne jest tylko to, który to przedmiot (s. 166 – 167). 
Natomiast w zdaniu 
(2)	„Tuliusz mieszkał w Rzymie” jest trochejem.
nazwa „Tuliusz” pojawia się w pozycji, która nie jest czysto odniesieniowa. Aby to stwierdzić, wystarczy zauważyć, że zdanie „Cyceron mieszkał w Rzymie” nie jest trochejem, a więc podstawienie nazwy o tej samej ekstensji zmienia wartość logiczną zdania wyjściowego. 
O pozycji odniesieniowej i nieodniesieniowej w logice częściej mówi się w terminach funktorów intensjonalnych i ekstensjonalnych. To, że termin jest w pozycji odniesieniowej, może wyartykułować inaczej, mówiąc, że jest on argumentem funktora ekstensjonalnego. Natomiast pojawienie się pozycji nieodniesieniowej niezawodnie wskazuje na obecność funktora intensjonalnego.

## Pozycja odniesieniowa i pozycja czysto odniesieniowa
Czystość odniesienia sposobów wikłania terminów w zdania jest cechą stopniowalną. Quine ilustruje to przykładem zdania:
(3)	Komisarz szuka prezesa zarządu szpitala.
Załóżmy teraz, że prezes zarządu szpitala został dziekanem na tyle niedawno, że komisarz nic na ten temat nie wie. Wyłania się kwestia, czy skłonni bylibyśmy w tej sytuacji uznać za prawdziwe zdanie:
(4)	Komisarz szuka dziekana.
Jeśli tak, oznacza to, że traktujemy pozycję po prawej stronie funktora „szuka” jako czysto odniesieniową. Jednak z drugiej strony nie jesteśmy zmuszeni tego robić, można uznać prawdziwość (3), odrzucając jednocześnie (4). W przypadku zdania (1) takie rozterki się nie pojawiają, co świadczy o tym, że nazwa „Tuliusz” rzeczywiście zajmuje pozycję czysto odniesieniową (s. 166). 
Podobny jest przypadek funktora kognitywnego „a sądzi, że p”. Rozważmy zdanie: 
(5)	Tom sądzi, że Cyceron zdemaskował Katylinę. 
Jeśli przyjmiemy teraz, że Tom nie wie, że Tuliusz i Cyceron to jedna i ta sama osoba, kwestia prawdziwości zdania (6) stanie się niejasna:
(6)	Tom sądzi, że Tuliusz zdemaskował Katylinę.
Można bowiem interpretować ten problem dwojako. Nic nie stoi na przeszkodzie, aby przyjąć, że operator kognitywny sądzenia wprowadza pozycję nieprzezroczystą i uznać, że zdanie (5) nie pociąga za sobą prawdziwości zdania (6), ponieważ Tom sam nie zgodziłby się z sądem wyrażonym w zdanie (6), jakkolwiek zdanie (5) prawdziwie opisuje jego przekonania. Można jednak stwierdzić przeciwnie. Skoro Tom wie, że Cyceron zdemaskował Katylinę, to wie on to o osobie desygnowanej przez nazwę „Cyceron”, że zdemaskowała Katylinę. A skoro osoba desygnowana przy pomocy nazwy „Cyceron” jest dokładnie tę samą osobą, która jest jednoznacznie oznaczana przez nazwę „Tuliusz”, to Tom sądzi o Tuliuszu, że zdemaskował Katylinę. A więc zdanie (6) wynika ze zdania (5), nawet jeśli Tom przeczy, iżby wyznawał sąd wyrażony w (6) (s. 169). 

## Rozszerzenie pojęcia pozycji czysto odniesieniowych na nazwy
Pojęcie pozycji czysto odniesieniowej w zdaniu w sposób naturalny daje się rozszerzyć na nazwy. Przykładem operatora nazwotwórczego, który wprowadza pozycje nieodniesieniowe, jest dla Quine’a cudzysłów. Jeśli np. zdanie (1) weźmiemy w cudzysłów, otrzymamy termin jednostkowy (7), którego jedynym desygnatem jest zdanie (1):
(7)	„Tuliusz był Rzymianinem”
Nazwa „Tuliusz” występuje w zdaniu (2) w pozycji, która nie jest czysto odniesieniowa, właśnie z tego względu, że zajmuje nieodniesieniową pozycję w nazwie (7), utworzonej wskutek wzięcia w cudzysłów zdania (1). 
„W przypadku pozycji wewnątrz zdań kryterium stanowi, że całe zdanie zachowuje swą wartość logiczną, kiedy zastępujemy zawarty w nim termin jednostkowy dowolnym innym terminem o tym samym odniesieniu. W przypadku pozycji wewnątrz terminów jednostkowych nasze kryterium stanowi, że cały termin jednostkowy zachowuje swoje odniesienie, kiedy w ten sam sposób zastępujemy zawarty w nim termin jednostkowy” (s. 167).
Jeśli w nazwie (7) zamiast terminu „Tuliusz” podstawimy termin „Cyceron” otrzymany dwie różne nazwy, tzn. dwie nazwy, z których każda ma inne odniesienie. Odniesieniem nazwy „Tuliusz był Rzymianinem” jest zdanie mówiące o tym, że Tuliusz był Rzymianinem, a odniesieniem nazwy „Cyceron był Rzymianinem” jest zdanie, które konstatuje, że Cyceron był Rzymianinem. 
Ogólnie rzecz biorąc, fakt, że jakiś operator wprowadza terminy w pozycjach nieodniesieniowych jest jego wadą, ponieważ może prowadzić do nieporozumień, ponieważ termin „Tuliusz” występuje w nazwie (7) na podobnej zasadzie jak słowo „stres” w słowie „streszczenie” czy „tak” w wyrazie „ptak”. Dlatego Quine proponuje tworzyć nazwy zdań nie przy pomocy operatora wzięcia w cudzysłów, ale przez literowanie. Nazwą zdania (1) nie byłby termin (7), ale termin
(8)	te-u-el-i-u-es-zet-odstęp-be-igrek-eł-odstęp-er-zet-igrek-em-i-a-en-i-en-e-em
Jak widać operator literowania nie tworzy pozycji nieodniesieniowych, ponieważ w ogóle nie występują w nim ciągi liter tożsame z nazwami terminów występujących w zdaniu wyjściowym, dla którego nazwę tworzymy.

## Przezroczystość i nieprzezroczystość odniesienia
O konstrukcjach językowych, w których występują terminy w pozycji czysto odniesieniowej, mówimy, że przysługuje im odniesieniowa przezroczystość. Metafora ta oddaje pewną własność tych pozycji, a mianowicie fakt, że mają ona jak gdyby nie przykuwać uwagi do siebie, a jedynie wskazywać na desygnowany obiekt, a zatem funkcjonować niczym doskonale przezroczysta szyba, przez którą patrzymy na obiekty stojące za nią, ale której nie widzimy. Z kolei odniesieniowo nieprzezroczyste są te wyrażenia, w których terminy nie znajdują się w pozycji czysto odniesieniowej. 
Należy wspomnieć, że termin został wprowadzony przez Whiteheada i Russella w dziele Principia Mathematica.
Quine formułuje definicję przezroczystości odniesienia bardziej formalnie następująco:
„Sposób zawierania Φ nazywam odniesieniowo przezroczystym, gdy dowolne czysto odniesieniowe wystąpienie terminu jednostkowego t w terminie lub zdaniu Ψ(t) jest również czysto odniesieniowe w dłuższym terminie lub zdaniu Φ(Ψ(t))” (s. 168).
W tym ujęciu cudzysłów nie jest przezroczysty odniesieniowo sposobem zawierania, ponieważ jeśli ujmiemy w cudzysłów zdanie orzekające (np. zdanie (1)), które, jak wiemy, posiada tylko pozycje czysto odniesieniowe, pozycje owe staną się nieodniesieniowe (jak w przykładzie (7)). 
Można się zastanowić, czy nie dałoby się prościej sformułować Quine’owskiej definicji, a mianowicie powiedzieć, że konstrukcja językowa jest przezroczysta odniesieniowo wtedy i tylko wtedy, gdy wprowadza jedynie pozycje czysto odniesieniowe. 

## Problem terminów nieokreślonych
Quine zwraca uwagę na trudności, jakie się pojawiają, gdy na pozycjach nieodniesieniowych położymy terminy nieokreślone, a więc zaimki wskazujące, osobowe itp. W przypadku, gdy dany funktor dopuszcza dwie interpretacje, odniesieniową i nieodniesieniową, wydaje się, że termin nieokreślony nie może zajmować pozycji nieodniesieniowej, ponieważ nie ma on żadnej treści, poprzez którą mógłby wskazywać na swoje odniesienie, nie ma jak gdyby nic poza samym odniesieniem. A więc termin nieokreślony, jak można przypuszczać, powinien pozostawać w pozycji czysto odniesieniowej (s. 171). Rozważmy zdanie: 
(9)	Komisarz szuka kogoś.
Quine pisze: 
„Jeżeli chcemy właściwie zrozumieć zdanie „Komisarz szuka kogoś”, musimy myśleć o tej pozycji jako o czysto odniesieniowej” (s. 171)
Zgodnie bowiem z tym, co stwierdziliśmy powyżej, funktor „szuka” może być zinterpretowany zarówno jako czysto odniesieniowy, jak i jako nieodniesieniowy. Jednak w przypadku, gdy jako argument pojawia się termin nieokreślony, wymuszona zostaje interpretacja pierwsza, czyli uznanie, że drugi argument funktora „szuka” występuje w pozycji czysto odniesieniowej. Konotacja słowa „ktoś” jest tak uboga, że stwierdzenie, że komisarz szuka kogoś, przy założeniu, że dopełnienie czasownika jest tu rozumiane w sposób nieprzezroczysty, należałoby rozumieć w ten sposób, że komisarz szuka kogokolwiek, co oczywiście ma bardzo niewiele sensu. 
Inaczej wygląda to w przypadku takiego oto zdania: 
(10)	Tom sądzi, że ktoś zdemaskował Katylinę.
Tutaj owo „ktoś” może zostać zinterpretowane dwojako: już to jako przezroczyste, już to jako nieprzezroczyste odniesieniowo. W obu przypadkach zdanie (10) będzie miało sens. Można powiedzieć, że Tom sądzi, że jest ktoś, kto zdemaskował Katylinę, czyli po prostu, że Katylina został zdemaskowany (interpretacja nieprzezroczysta). Lecz dopuszczalna jest także interpretacja tego zdania jako wprowadzającego pozycję odniesieniową, a mianowicie, że Tom uważa, że pewna konkretna osoba (Tom może ją wskazać) zdemaskowała Katylinę. 
Interpretacje te dają się jasno wyrazić w języku logiki pierwszego rzędu: 
Interpretacja nieodniesieniowa (nieprzezroczysta):	
Tom sądzi, że E(x) x zdemaskował Katylinę
Interpretacja odniesieniowa (przezroczysta): 
E(x) Tom sądzi, że x zdemaskował Katylinę.
Quine zauważa, że bylibyśmy skłonni interpretować zdanie (10) raczej na pierwszy niż na drugi sposób, a zatem jako konstrukcję nieprzezroczystą, tzn. nie uważalibyśmy, że Tom ma na myśli kogoś konkretnego (s. 171). Moim zdaniem, przynajmniej w polszczyźnie, jest to jedyna interpretacja do przyjęcia. 
Czy postawy przekonaniowe zawsze dopuszczają pozycje przezroczyste odniesieniowo? Quine przestrzega przed zbyt pochopnym wnioskiem, że funktory wyrażające postawy przekonaniowe dają się zawsze zinterpretować jako konteksty przezroczyste, przeprowadzając zgrabne rozumowanie w stylu dowodu nie wprost. 
Załóżmy, że postawa przekonaniowa „x sądzi, że p” jest przezroczysta, tzn. że terminy w p występują w pozycjach czysto odniesieniowych. Niech Tom sądzi, że Cyceron nie zdemaskował Katyliny. Zatem Tom sądzi, że δ(Cyceron zdemaskował Katylinę) = 0, gdzie δ to symbol Kroneckera, która przyporządkowuje 1 zdaniu prawdziwemu, a 0 – zdaniu fałszywemu. Zauważmy, że jeśli p jest dowolnym zdaniem fałszywym, to δ(p) = δ(Cyceron zdemaskował Katylinę). Skoro tak i skoro funktor kognitywny „sądzi, że” jest przezroczysty, a zatem dopuszcza podstawianie terminów współdesygnujących salva veritate, to niewątpliwie Tom sądzi, że δ(p) = 0. A zatem Tom wierzy we wszystkie możliwe fałsze, co jest wnioskiem absurdalnym (s. 173 – 174). 
Widać zatem, że postawy przekonaniowe dopuszczają konteksty przezroczyste jedynie w ograniczonym stopniu.